# Центр графа

Граф с центральными точками, представленными красным цветом. Это такие точки A, что d(A, B) ≤ 3 для любых вершин B. Любая чёрная вершина находится на расстоянии по меньшей мере 4 от одной из других вершин.

Центр (или центр Жордана) графа — это множество всех вершин с минимальным эксцентриситетом. То есть множество всех вершин A, для которой максимальное расстояние d(A,B) до других вершин B минимально.  Эквивалентно, это множество вершин с эксцентриситетом, равным радиусу графа.
Нахождение центра графа полезно для задач размещения предприятий, целью которых является минимизация наиболее дальних расстояний до предприятия. Например, размещение госпиталя в центре объекта уменьшает максимальное расстояние, которое приходится преодолевать машинам медицинской помощи.
Концепция центра графа связана с измерением центральности по близости в анализе социальных сетей, которая равна обратной величине к среднему расстояний d(A,B).